# Makovîți, Novohrad-Volînskîi
Makovîți (în ucraineană Маковиці) este un sat în comuna Maistriv din raionul Novohrad-Volînskîi, regiunea Jîtomîr, Ucraina.

## Demografie
Componența lingvistică a localității Makovîți
     Ucraineană (98,71%)
     Rusă (1,03%)
Conform recensământului din 2001, majoritatea populației localității Makovîți era vorbitoare de ucraineană (98,71%), existând în minoritate și vorbitori de rusă (1,03%).